# Инами (Хиого)
Инами (яп. 稲美町 Инами-тё:) — посёлок в Японии, находящийся в уезде Како префектуры Хиого. Площадь посёлка составляет 34,96 км², население — 30 853 человека (1 августа 2014), плотность населения — 882,52 чел./км².

## Географическое положение
Посёлок расположен на острове Хонсю в префектуре Хиого региона Кинки. С ним граничат города Кобе, Акаси, Какогава, Мики.

## Население
Население посёлка составляет 30 853 человека (1 августа 2014), а плотность — 882,52 чел./км². Изменение численности населения с 1980 по 2005 годы:
| 1980 | 27 609 чел. |  |
| 1985 | 29 579 чел. |  |
| 1990 | 30 603 чел. |  |
| 1995 | 31 377 чел. |  |
| 2000 | 32 054 чел. |  |
| 2005 | 31 944 чел. |  |

## Символика
Деревом посёлка считается Ilex integra, цветком — космея.